# Piper okamotoi
Piper okamotoi är en pepparväxtart som beskrevs av Minosuke Hiroe. Piper okamotoi ingår i släktet Piper och familjen pepparväxter. Inga underarter finns listade i Catalogue of Life.